# Habilitats socials

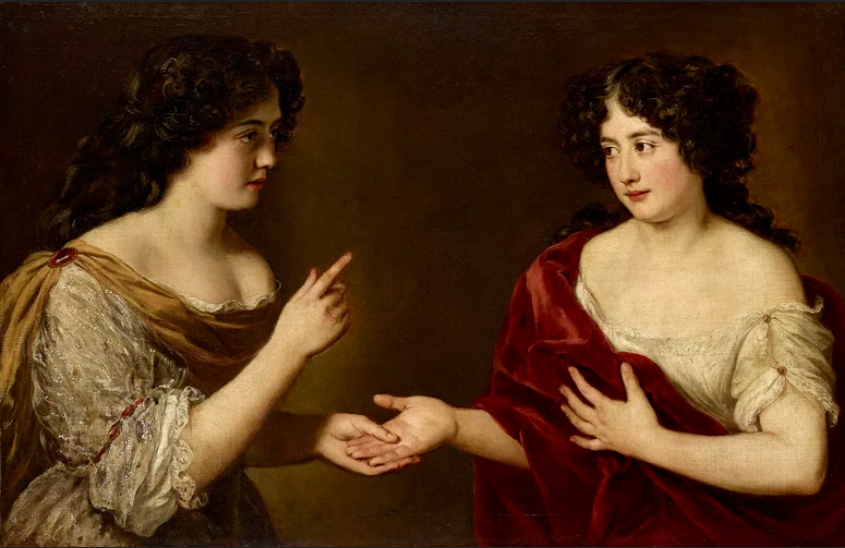
Habilitats socials

Les habilitats socials són totes aquelles maneres de fer o de comportar-se, verbals i no verbals que les persones emeten en situacions interpersonals per obtenir una resposta positiva dels altres. La majoria de les vegades són verbals, ja que utilitzem el llenguatge oral i/o escrit per comunicar-nos, però també poden ser no verbals, ja que, sovint, ens comuniquem amb el llenguatge corporal Aquestes conductes s'aprenen, es poden millorar mitjançant la pràctica: l'entrenament en habilitats socials millora la capacitat per a relacionar-se i comunicar-se amb els altres. Aquesta millora proporciona satisfacció i aquesta porta a un augment de la freqüència de les conductes interpersonals, que a la vegada serveix d'entrenament i s'acaba per mecanitzar les estratègies apreses convertint-les en hàbits de conducta consolidada. La falta d'habilitats socials, per contra, afecta negativament a l'autoestima, i genera ansietat, falta de confiança i inhibició social, la qual cosa forma un cercle tancat.
Així doncs, es poden anomenar com habilitats socials, les següents conductes (entre d'altres):
- Saber escoltar
- Saber demanar un favor
- Saber donar les gràcies
- Saber elogiar el que està ben fet
- Saber disculpar-se per alguna cosa mal feta
- Saber presentar una queixa
- Saber posar-se d'acord amb qui s'està en desacord
- Saber expressar els sentiments
- Saber rebre una crítica
- Saber dir que no
- Resolució de conflictes